# Paint (película de 2023)
Paint es una película de comedia estadounidense de 2023 escrita y dirigida por Brit McAdams. La película está protagonizada por Owen Wilson, Michaela Watkins, Ciara Renée, Stephen Root, Wendi McLendon-Covey, Lucy Freyer, Lusia Strus y Michael Pemberton.
La película fue estrenada el 7 de abril de 2023 por IFC Films y recibió reseñas mixtas de los críticos.

## Reparto
- Owen Wilson como Carl Nargle, un personaje ficticio basado en Bob Ross[1]
- Michaela Watkins como Katherine
- Ciara Renée como Ambrosia
- Stephen Root como Tony
- Wendi McLendon-Covey
- Lucy Freyer como Jenna
- Lusia Strus
- Michael Pemberton
- Denny Dillon[1]
- Evander Duck Jr.[1]
- Will Blagrove[1]
- Ryan Czerwonko[1]

## Producción
En 2010, el guion Paint, escrito por Brit McAdams, se incluyó en la Lista negra de los guiones no producidos más queridos de ese año. El 16 de abril de 2021, se anunció que Owen Wilson, Michaela Watkins, Wendi McLendon-Covey, Ciara Renée, Lusia Strus y Stephen Root se habían inscrito para protagonizar la película, que también dirigiría McAdams. En mayo de 2021, se anunció que Lucy Freyer también protagonizaría.
La fotografía principal se llevó a cabo desde abril de 2021 hasta junio de 2021 en Albany, Nueva York.

## Estreno
Paint estaba originalmente programada para ser estrenada por IFC Films el 28 de abril de 2023, pero se trasladó al 7 de abril de 2023. La película se transmitiría exclusivamente en AMC+ en los Estados Unidos más adelante en 2023.